# Pseudomicrocara infuscata
Pseudomicrocara infuscata es una especie de coleóptero de la familia Scirtidae.

## Distribución geográfica
Habita en (Australia).